# Comté de Linn (Iowa)
Pour les articles homonymes, voir Linn.
Le comté de Linn est un comté de l'État de l'Iowa, aux États-Unis.